# Canton de Brossac
Le canton de Brossac est une ancienne division administrative française, située dans le département de la Charente et la région Nouvelle-Aquitaine.
C'était le canton le moins peuplé et le moins densément peuplé du département de la Charente.

## Administration: conseillers généraux de 1833 à 2015
| Période | Période      | Identité                                      | Étiquette     | Qualité                                                                                    |
| ------- | ------------ | --------------------------------------------- | ------------- | ------------------------------------------------------------------------------------------ |
| 1833    | 1848         | Gratien Claude de Lafaye                      |               | Médecin Maire et juge de paix de Brossac                                                   |
| 1848    | 1871         | Jean Dubusson de Coiffard                     |               | Juge de paix à Barbezieux puis à Oriolles                                                  |
| 1871    | 1880         | Pierre François de Lafaye du Bourgouin        | Droite        | Avocat à la Cour Capitaine de la Garde nationale de Brossac Adjoint au Maire de Brossac    |
| 1880    | 1883 (décès) | Jean-François Marie Jules André               | Bonapartiste  | Membre de la Cour des comptes Propriétaire à Condéon Député (1877-1883)                    |
| 1884    | 1892         | Louis-Eugène Arnous (beau-frère du précédent) | Bonapartiste  | Auditeur au Conseil d'État Député (1884-1901)                                              |
| 1892    | 1914 (décès) | Étienne de Manny (1840-1914)                  | Républicain   | Médecin, maire de Brossac                                                                  |
| 1914    | 1919         | siège vacant                                  |               |                                                                                            |
| 1919    | 1922 (décès) | Ernest Defond                                 | RG            | Conservateur honoraire des hypothèques Maire de Brossac                                    |
| 1922    | 1928         | Marquis Charles de Castelbajac (1888-1933)    | Droite        | Propriétaire, ancien capitaine de cavalerie, propriétaire au Châtelard, Brossac            |
| 1928    | 1934         | Antoine Geslin Condemine                      | Rad.ind.      | Suppléant du juge de paix à Brossac                                                        |
| 1934    | 1940         | Camille Olivier                               | Rad.          | Agriculteur, expert-géomètre Maire de Brossac (1935-1940), conseiller d'arrondissement     |
|         |              |                                               |               |                                                                                            |
| 1945    | 1964         | Camille Olivier                               | Rad.          | Ancien Maire de Brossac                                                                    |
| 1964    | 1982         | Henri Mouche                                  | CNI puis Rad. | Médecin Président du Conseil Général (1979-1982) Maire de Brossac (1953-1959 et 1987-1989) |
| 1982    | 1987 (décès) | Robert Soulard                                | UDF-PR        | Commerçant Maire de Brossac (1971-1987)                                                    |
| 1987    | 1994         | Michel Naudin                                 | PS            | Attaché commercial Maire de Brossac (1989-2008)                                            |
| 1994    | 2015         | Marc Courjaud                                 | DVD           | Enseignant retraité Ancien adjoint au Maire de Passirac (1989-1995)                        |

## Conseillers d'arrondissement (de 1833 à 1940)
Le canton de Brossac faisait partie de l'arrondissement de Barbezieux jusqu'à sa disparition en 1926.
| Période | Période | Identité                                         | Étiquette                     | Qualité |
| ------- | ------- | ------------------------------------------------ | ----------------------------- | --- |
| 1833    | 1848    | Jean Antoine Duclas                              |                               | Notaire, maire de Brossac                                                                                   |
| 1848    | 1858    | Jean-François Furet                              |                               | Notaire, maire de Brossac                                                                                   |
| 1858    |         | François-Pierre de Lafaye Dubourgoin (1785-1868) |                               | Avocat à Brossac                                                                                            |
|         |         |                                                  |                               | |
| 1871    | 1895    | Pierre-Jules Ménard (?-1904)                     | Droite                        | Notaire, maire de Brossac                                                                                   |
| 1895    | 1907    | Louis Jac                                        | Conservateur puis Républicain | Notaire, propriétaire à Brossac                                                                             |
| 1907    | 1925    | Médéric Raffin                                   | Droite                        | Agriculteur, maire de Sauvignac                                                                             |
| 1925    | 1934    | Camille Olivier (1884-1965)                      | Union nationale républicaine  | Agriculteur et expert-géomètre à Brossac                                                                    |
| 1934    | 1940    | Vincent Peynaud                                  | Rad.ind.                      | Maire de Passirac                                                                                           |
| 1940    |         |                                                  |                               | Les conseils d'arrondissement ont été suspendus par la loi du 12 octobre 1940 et n'ont jamais été réactivés |

Sources : Journal "La Charente" https://gallica.bnf.fr/ark:/12148/cb32740226x/date&rk=21459;2.

## Composition
- Boisbreteau
- Brossac
- Châtignac
- Chillac
- Guizengeard
- Oriolles
- Passirac
- Saint-Félix
- Saint-Laurent-des-Combes
- Sainte-Souline
- Saint-Vallier
- Sauvignac

## Démographie
| 1962  | 1968  | 1975  | 1982  | 1990  | 1999  | 2006  | 2011  | 2012  |
| ----- | ----- | ----- | ----- | ----- | ----- | ----- | ----- | ----- |
| 3 439 | 3 145 | 2 766 | 2 509 | 2 252 | 2 166 | 2 314 | 2 305 | 2 279 |